# Камышинский хлопчатобумажный комбинат
Камы́шинский хлопчатобума́жный комбина́т имени А. Н. Косыгина — предприятие хлопчатобумажной промышленности в городе Камышине Волгоградской области. Во второй половине XX века комбинат являлся крупнейшим текстильным производством в Европе.

## История
29 мая 1951 года было издано постановление Совета Министров СССР № 1801 «Об увеличении производства товаров широкого потребления и расширения мощностей по Министерству легкой промышленности СССР», которым запланировано строительство в Камышине хлопчатобумажного комбината. В сентябре 1953 года была построена первая фабрика. 19 сентября 1955 года комбинат дал первый метр суровой ткани. В декабре 1970 года государственная комиссия подписала акт о завершении строительства комбината. В состав комбината вошли четыре прядильно-ткацкие фабрики и три корпуса отделочной фабрики. Находилась в ведении Министерства текстильной промышленности РСФСР.
Создание предприятие потребовало развития всей инфраструктуры города: появились общежития, жилой массив, школы, детские сады, магазины, дворец культуры «Текстильщик» и футбольный клуб и стадион. Для детей сотрудников создан пионерский лагерь «Солнечный» на берегу реки Иловля. В годы расцвета количество работников предприятия достигало 12 тысяч, а объём выпускаемой продукции достигал 1200 тысяч квадратных метров тканей в год.
C 1971 по 1986 год директором завода был Борис Павлович Андреев.
Ряд работниц комбината получили звание Героя Социалистического Труда: Вера Ивановна Смирнова, Фаина Ивановна Харькова-Жукова, Валентина Николаевна Черкашина.
В 1990-х произошло резкое падение производства. Например, в 1992 году комбинат произвёл 232 тысячи квадратных метров тканей. Имущественный комплекс комбината был поделён между несколькими самостоятельными юридическими лицами, часть из которых прекратили существование.
В 2001 году прядильно-ткацкие фабрики № 1 и № 3 вошли в состав альянса «Русский Текстиль» вошли камышинские как отдельное юридическое лицо  ООО «Камышинский ХБК».
По состоянию на 2009 год мощности комбината принадлежали ООО «Камышинский ХБК», который входил в альянс «Русский текстиль» и ежемесячно выпускал более 6 миллионов погонных метров суровых хлопчатобумажных тканей и до 300 тонн товарной пряжи. В марте того же году была запущена производства банкротства в отношении ООО «Камышинский ХБК», который продолжал работу на производственном комплексе советского предприятия. Кредиторская задолженность составила на конец февраля 392,5 млн рублей при стоимости основных фондов 82,8 млн рублей. Часть экспертов предсказывали полную ликвидацию производства. Но осенью 2009 Министерство промышленности и торговли России утвердило стратегию развития лёгкой промышленности России на период до 2020 года, в соответствии с которой на базе предприятия должен был быть создан текстильный кластер.

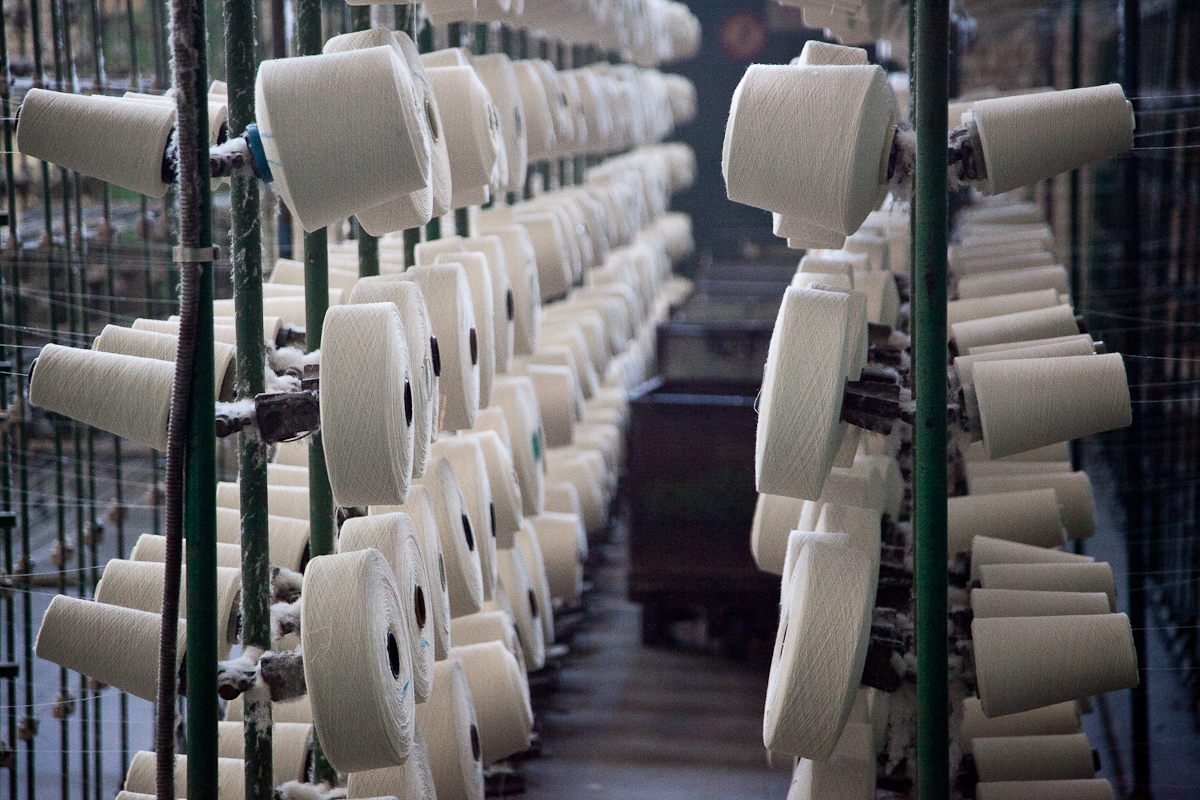
На комбинате (2014)

Впоследствии на базе комбината был реализован инвестиционный проект, восстановлено производство тканей.